# Cibuluh (Cidaun)
Cibuluh is een bestuurslaag in het regentschap Cianjur van de provincie West-Java, Indonesië. Cibuluh telt 3434 inwoners (volkstelling 2010).